# ال‌پی ۸۰۹-۹
ال‌پی ۸۰۹–۹ (انگلیسی: LP 890-9) همچنین به عنوان SPECULOOS-2 یا TOI-4306 شناخته می‌شود، یک ستاره کوتوله قرمز با حرکت مناسب است که در فاصله ۱۰۵ سال نوری (32 pc) از منظومه شمسی در صورت فلکی جوی قرار دارد. این ستاره ۱۲ درصد جرم و ۱۵ درصد شعاع خورشید و دمای ۲۸۷۱ کلوین (۲۵۹۸ درجه سانتیگراد؛ ۴۷۰۸ درجه فارنهایت) دارد.